# Distrito de Kulm
El distrito de Kulm (en alemán Bezirk Kulm) es uno de los once distritos del cantón de Argovia, Suiza. Tiene una superficie de 101,35 km². La capital del distrito es Unterkulm.

## Geografía
El distrito de Kulm limita al norte con el distrito de Aarau, al este con el de Lenzburgo, al sur con los de Hochdorf (LU) y Sursee (LU), y al oeste con el de Zofingen.

## Historia
El distrito de Kulm fue creado en 1798 bajo la República Helvética. La región estuvo sujeta a la ciudad de Berna de 1415 a 1798 y formó parte de la bailía de Lenzburgo. En 1528 Berna impuso la reforma protestante, a pesar de una gran resistencia de los habitantes de los valles del Rueder y el Wynen. Entre otras, Unterkulm fue declarada capital del distrito en 1803 y obtuvo derechos de mercado en 1811. 

## Comunas
| Distrito de Kulm | Distrito de Kulm       | Distrito de Kulm |
| Comunas          | Población (31.12.2014) | Superficie km²   |
| ---------------- | ---------------------- | ---------------- |
| Beinwil am See   | 3019                   | 5.78             |
| Birrwil          | 1064                   | 5.53             |
| Burg             | 979                    | 0.94             |
| Dürrenäsch       | 1208                   | 5.91             |
| Gontenschwil     | 2040                   | 9.74             |
| Holziken         | 1293                   | 2.86             |
| Leimbach         | 472                    | 1.14             |
| Leutwil          | 758                    | 3.75             |
| Menziken         | 5780                   | 6.38             |
| Oberkulm         | 2603                   | 9.40             |
| Reinach          | 8153                   | 9.48             |
| Schlossrued      | 814                    | 7.25             |
| Schmiedrued      | 1181                   | 8.65             |
| Schöftland       | 4162                   | 6.28             |
| Teufenthal       | 1564                   | 3.57             |
| Unterkulm        | 2920                   | 8.88             |
| Zetzwil          | 1313                   | 5.81             |
| Total (17)       | 39 323}}               | 101.35           |